# Hydromorfon

Strukturformel för hydromorfon.

Hydromorfon, summaformel C17H19NO3, är ett morfinderivat. Varunamn i Sverige är Palladon vilket finns tillgängligt som depotkapsel och snabbverkande kapsel samt Palladon Comp, injektionsvätska. Palladon Comp är från och med februari 2011 avregistrerat som läkemedel.
Hydromorfon är cirka tio gånger starkare än morfinsulfatpentahydrat och morfinhydroklorid.
I USA är detta en av reservpreparaten som kan användas intramuskulärt vid avrättning med giftinjektion med ett enda preparat.
Substansen är narkotikaklassad och ingår i förteckningen N I i 1961 års allmänna narkotikakonvention, samt i förteckning II i Sverige.